# Maciej Makuszewski
Maciej Makuszewski (* 29. September 1989 in Grajewo, Polen) ist ein polnischer Fußballspieler.

## Karriere

### Vereine
Maciej Makuszewski begann mit dem Fußballspielen bei Wissa Szczuczyn, bevor er 2002 in die Jugendabteilung von UKS SMS Łódź kam, die landesweit für ihre gute Jugendarbeit bekannt sind. Hier debütierte er auch 2007 in der 4. Liga. 2008 wechselte er zum Drittligisten Wigry Suwałki, wo er Stammspieler war und bis 2010 spielte. Von 2010 bis 2012 spielte er für Jagiellonia Białystok in der Ekstraklasa, der höchsten polnischen Spielklasse und kam hier auf 41 Ligaspiele, in denen er 5 Tore erzielte. 2012 wurde er vom russischen Erstligisten Terek Grosny verpflichtet. Hier war er allerdings nur Ergänzungsspieler und kam in 2 Saisons auf lediglich 14 Ligaspiele in der Premjer-Liga. 2014 kehrte Makuszewski nach Polen zurück und wechselte nach Danzig zu Lechia Gdańsk. Bei Lechia war er wieder unangefochtener Stammspieler und kam in 2,5 Jahren auf 70 Ligaspiele. 2016 wagte er erneut den Schritt ins Ausland und wechselte diesmal nach Portugal zu Vitória Setúbal. Jedoch konnte er sich auch in Portugal nicht wirklich durchsetzen und kehrte nach nur einem halben Jahr und 14 Ligaspielen nach Polen zurück. Diesmal unterschrieb er bei Lech Posen, wo er gleich in seiner ersten Saison den Polnischen Supercup gewinnen konnte. Nach vier Spielzeiten wechselte er für eine Saison zu Jagiellonia Białystok. Seither ist er vereinslos.

### Nationalmannschaft
Maciej Makuszewski debütierte am 1. September 2017 gegen Dänemark (0:4) in der Polnischen A-Nationalmannschaft. Insgesamt bestritt er fünf Länderspiele, ein Tor gelang ihm dabei nicht.

## Erfolge
- Polnischer Superpokalsieger: 2011, 2016